# Język brahui

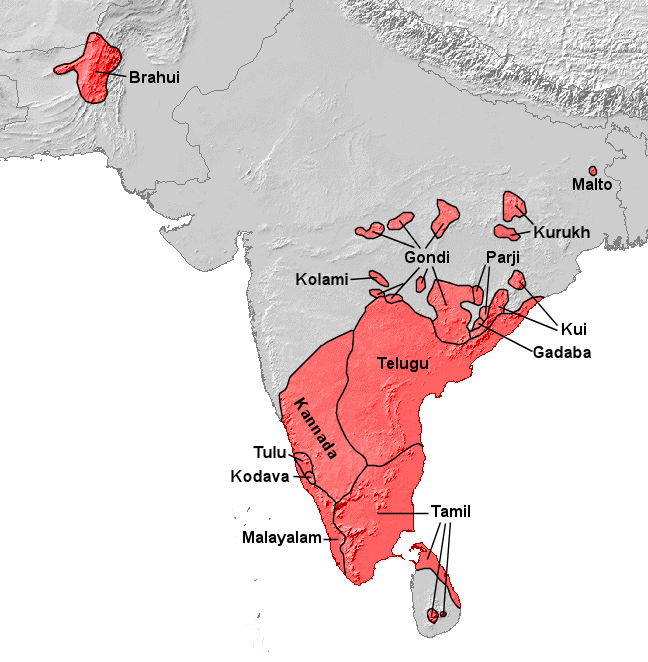
Zasięg geograficzny języków drawidyjskich

Język brahui – język z północno-zachodniej grupy języków drawidyjskich, używany wokół miasta Kalat w centralnym Beludżystanie (zachodni Pakistan) przez około 2 miliony ludzi (dane za rok 1998) i mniejsze grupy w Afganistanie i Iranie (10 tys.) – łącznie około 200 tysięcy. Uważany jest za język tubylczy Beludżystanu (sprzed przybycia Ariów), w chwili obecnej zachował około 15% drawidyjskiego słownictwa i podstawową strukturę gramatyczną. Jest jedynym językiem drawidyjskim, którego używa się wyłącznie poza granicami Indii oraz który nie jest zapisywany pismem pochodzącym od pisma brahmi (zapisywany jest alfabetem arabskim).